# Чемпіонат світу з легкої атлетики 2017 — біг на 800 метрів (жінки)

## Рекорди
На початок змагань основні рекордні результати були такими:
| WR | Ярміла Кратохвілова Чехословаччина | 1.53,28 | Мюнхен ФРН          | 26 липня 1983 |
| CR | Ярміла Кратохвілова Чехословаччина | 1.54,68 | Гельсінкі Фінляндія | 9 серпня 1983 |
| WL | Кастер Семеня ПАР                  | 1.55,27 | Фонв'єй Монако      | 21 липня 2017 |

Під час змагань був встановлений наступний рекордний результат:
| WL | Кастер Семеня ПАР | 1.55,16 | Лондон Велика Британія | 13 серпня 2017 |

## Розклад
| Дата           | Час початку | Стадія    |
| -------------- | ----------- | --------- |
| 10 серпня 2017 | 19:25       | Забіги    |
| 11 серпня 2017 | 19:35       | Півфінали |
| 13 серпня 2017 | 20:10       | Фінал     |

Вказаний місцевий час (UTC+0)

## Результати

### Забіги
Умови кваліфікації до наступного раунду: перші троє з кожного забігу (Q) та шестеро найшвидших за часом з тих, які посіли у забігах місця, починаючи з четвертого (q).
Забіг 1
| Місце | Атлетка          | Країна     | Час     | Примітки |
| ----- | ---------------- | ---------- | ------- | -------- |
| 1     | Аджей Вілсон     | США        | 2.00,52 | Q        |
| 2     | Ноелі Яріго      | Бенін      | 2.00,99 | Q, SB    |
| 3     | Егле Бальчунайте | Литва      | 2.01,21 | Q, SB    |
| 4     | Санне Верстеген  | Нідерланди | 2.01,50 | q        |
| 5     | Вінні Наньйондо  | Уганда     | 2.02,65 |          |
| 6     | Коре Тола        | Ефіопія    | 2.03,01 |          |
| 7     | Йоана Арріета    | Колумбія   | 2.07,36 |          |
|       | Ловіса Ліндх     | Швеція     | DNS     |          |

Забіг 2
| Місце | Атлетка             | Країна          | Час     | Примітки |
| ----- | ------------------- | --------------- | ------- | -------- |
| 1     | Ангеліка Ціхоцька   | Польща          | 2.00,86 | Q SB     |
| 2     | Мелісса Бішоп       | Канада          | 2.01,11 | Q        |
| 3     | Шелайна Оскан-Кларк | Велика Британія | 2.01,30 | Q        |
| 4     | Бренда Мартінес     | США             | 2.01,53 | q        |
| 5     | Естер Герреро       | Іспанія         | 2.02,22 |          |
| 6     | Емілі Черотіч Туей  | Кенія           | 2.02,70 |          |
| 7     | Лора Сторі          | Австралія       | 2.07,17 |          |
| 8     | Німалі Араччіге     | Шрі-Ланка       | 2.08,49 |          |

Забіг 3
| Місце | Атлетка           | Країна        | Час     | Примітки |
| ----- | ----------------- | ------------- | ------- | -------- |
| 1     | Кастер Семеня     | ПАР           | 2.01,33 | Q        |
| 2     | Роз Марі Альманца | Куба          | 2.01,43 | Q        |
| 3     | Йоанна Южвік      | Польща        | 2.01,51 | Q        |
| 4     | Анджела Петті     | Нова Зеландія | 2.01,76 |          |
| 5     | Натоя Гуле        | Ямайка        | 2.01,77 |          |
| 6     | Бріттані Макгован | Австралія     | 2.02,25 |          |
| 7     | Анні Леблан       | Канада        | 2.04,06 |          |

Забіг 4
| Місце | Атлетка           | Країна          | Час     | Примітки |
| ----- | ----------------- | --------------- | ------- | -------- |
| 1     | Маргарет Вамбуї   | Кенія           | 2.00,75 | Q        |
| 2     | Лінсі Шарп        | Велика Британія | 2.01,04 | Q        |
| 3     | Галіма Накаї      | Уганда          | 2.01,80 | Q        |
| 4     | Марина Арзамасова | Білорусь        | 2.01,92 |          |
| 5     | Маглет Малугета   | Ефіопія         | 2.02,04 |          |
| 6     | Ольга Ляхова      | Україна         | 2.02,07 |          |
| 7     | Юснейсі Сантіусті | Італія          | 2.02,75 |          |
| 8     | Ліндсі Баттерворт | Канада          | 2.03,19 |          |

Забіг 5
| Місце | Атлетка                | Країна    | Час     | Примітки |
| ----- | ---------------------- | --------- | ------- | -------- |
| 1     | Шарлін Ліпсі           | США       | 2.02,74 | Q        |
| 2     | Хедда Хюнне            | Норвегія  | 2.02,85 | Q        |
| 3     | Докус Аджок            | Уганда    | 2.02,98 | Q        |
| 4     | Аніта Хінріксдоттір    | Ісландія  | 2.03,45 |          |
| 5     | Джорджія Гріффіт       | Австралія | 2.03,54 |          |
| 6     | Сіофра Клейріг Баттнер | Ірландія  | 2.06,54 |          |
| 7     | Кімарра Макдональд     | Ямайка    | 2.09,19 |          |
| 8     | Юніс Сум               | Кенія     | DNS     |          |

Забіг 6
| Місце | Атлетка              | Країна          | Час     | Примітки |
| ----- | -------------------- | --------------- | ------- | -------- |
| 1     | Франсін Нійонсаба    | Бурунді         | 1.59,86 | Q        |
| 2     | Хабітам Алему        | Ефіопія         | 2.00,07 | Q        |
| 3     | Селіна Бюхель        | Швейцарія       | 2.00,23 | Q        |
| 4     | Адель Трейсі         | Велика Британія | 2.00,28 | q, PB    |
| 5     | Крістіна Герінг      | Німеччина       | 2.01,13 | q        |
| 6     | Ханна Херманссон     | Швеція          | 2.01,25 | q        |
| 7     | Джена Льофстранд     | ПАР             | 2.01,73 | q        |
| 8     | Розе Натіке Локоньєн | ART             | 2.20,06 | SB       |

### Півфінали
Умови кваліфікації до наступного раунду: перші двоє з кожного забігу (Q) та двоє найшвидших за часом з тих, які посіли у забігах місця, починаючи з третього (q).
Забіг 1
| Місце | Атлетка           | Країна          | Час     | Примітки |
| ----- | ----------------- | --------------- | ------- | -------- |
| 1     | Аджей Вілсон      | США             | 1.59,21 | Q        |
| 2     | Мелісса Бішоп     | Канада          | 1.59,56 | Q        |
| 3     | Ноелі Яріго       | Бенін           | 1.59,74 | SB       |
| 4     | Роз Марі Альманца | Куба            | 1.59,79 |          |
| 5     | Хедда Хюнне       | Норвегія        | 1.59,88 |          |
| 6     | Адель Трейсі      | Велика Британія | 2.00,26 | PB       |
| 7     | Ханна Херманссон  | Швеція          | 2.00,43 | PB       |
| 8     | Хабітам Алему     | Ефіопія         | 2.00,69 |          |

Забіг 2
| Місце | Атлетка           | Країна          | Час     | Примітки |
| ----- | ----------------- | --------------- | ------- | -------- |
| 1     | Кастер Семеня     | ПАР             | 1.58,90 | Q        |
| 2     | Ангеліка Ціхоцька | Польща          | 1.59,32 | Q, SB    |
| 3     | Шарлін Ліпсі      | США             | 1.59,35 | q        |
| 4     | Лінсі Шарп        | Велика Британія | 1.59,47 | q        |
| 5     | Селіна Бюхель     | Швейцарія       | 1.59,85 |          |
| 6     | Егле Бальчунайте  | Литва           | 2.00,48 | SB       |
| 7     | Санне Верстеген   | Нідерланди      | 2.00,92 |          |
| 8     | Докус Аджок       | Уганда          | 2.02,00 |          |

Забіг 3
| Місце | Атлетка             | Країна          | Час     | Примітки |
| ----- | ------------------- | --------------- | ------- | -------- |
| 1     | Франсін Нійонсаба   | Бурунді         | 2.01,11 | Q        |
| 2     | Маргарет Вамбуї     | Кенія           | 2.01,19 | Q        |
| 3     | Бренда Мартінес     | США             | 2.01,31 |          |
| 4     | Галіма Накаї        | Уганда          | 2.01,74 |          |
| 5     | Йоанна Южвік        | Польща          | 2.01,91 |          |
| 6     | Шелайна Оскан-Кларк | Велика Британія | 2.02,26 |          |
| 7     | Крістіна Герінг     | Німеччина       | 2.02,69 |          |
| 8     | Джена Льофстранд    | ПАР             | 2.03,67 |          |

### Фінал
| Місце | Атлетка           | Країна          | Час     | Примітки |
| ----- | ----------------- | --------------- | ------- | -------- |
| 1     | Кастер Семеня     | ПАР             | 1.55,16 | WL, NR   |
| 2     | Франсін Нійонсаба | Бурунді         | 1.55,92 |          |
| 3     | Аджей Вілсон      | США             | 1.56,65 |          |
| 4     | Маргарет Вамбуї   | Кенія           | 1.57,54 |          |
| 5     | Мелісса Бішоп     | Канада          | 1.57,68 |          |
| 6     | Ангеліка Ціхоцька | Польща          | 1.58,41 | PB       |
| 7     | Шарлін Ліпсі      | США             | 1.58,73 |          |
| 8     | Лінсі Шарп        | Велика Британія | 1.58,98 |          |